# Малая Киселенка
Малая Киселенка — деревня в Торжокском районе Тверской области. Относится к Будовскому сельскому поселению.
Расположена в 12 км к северу от Торжка на автодороге «Москва — Санкт-Петербург» М10 (E 105).
Население по переписи 2002 года — 16 человек, 9 мужчин, 7 женщин.

## История
В Списке населенных мест Тверской губернии 1859 года в Новоторжском уезде значится казённая деревня Малая Киселенка (Журавли) на С-Петербурго-Московском шоссе, имеет 30 дворов, 198 жителей. Во второй половине XIX — начале XX века деревня относилась к Прутненскому приходу Василевской волости Новоторжского уезда. В 1884 году — 31 двор, 209 жителей.
В 1940 году деревня центр Малокиселенского сельсовета Новоторжского района Калининской области.
В послевоенное время жители трудились в колхозе «Родина».
В 1997 году — 6 хозяйств, 19 жителей.